# میروسلاو واردیچ
میروسلاو واردیچ (انگلیسی: Miroslav Vardić؛ ۴ دسامبر ۱۹۴۴ – ۷ مهٔ ۲۰۱۸) بازیکن فوتبال اهل یوگسلاوی بود.
از باشگاه‌هایی که در آن بازی کرده‌است می‌توان به باشگاه فوتبال رادنیشکی نیش، باشگاه فوتبال هایدوک اسپلیت، و باشگاه فوتبال ناک بردا اشاره کرد.
وی همچنین در تیم ملی فوتبال یوگسلاوی بازی کرده‌است.